# Francis Nelson
Francis A. Nelson (né en 1859 à Hamilton en Ontario au Canada et mort le 14 avril 1932) est une personnalité sportive du Canada. Il s’intéresse à beaucoup de sports, crosse, hockey sur glace, baseball, courses de bateaux, courses de chevaux,… Il est également connu pour avoir une passion pour les Pur-sang. Il est intronisé au Temple de la renommée du hockey en 1947.

## Biographie
Nelson fait ses études au sein du  collège d'Ottawa avant de faire carrière en tant que journaliste puis par la suite en tant que rédacteur en chef pour la section sport du Toronto Globe. Il rejoint ainsi la ville de Toronto en 1886. En 1899, il est élu au sein du bureau de l'Association de hockey de l'Ontario. Il contribue à la mise en place d'une structure pour tenir les filets pour les buts en s'inspirant de ce qui est fait en Australie pour le hockey sur gazon ou le football. Il présente son prototype au président de l'AHO, John Ross Robertson, qui approuve le concept et les deux hommes font adopter le nouveau modèle de buts à l'ensemble de la ligue, puis aux autres ligues par la suite.
En 1902, Nelson est nommé deuxième vice-président de l'AHO puis premier vice-président l'année suivante. En 1914-1915, il est vice-président de l'Association canadienne de hockey amateur. Il reste impliqué dans le monde du hockey jusqu'en 1921 puis s'occupe de courses de chevaux. Il est intronisé au Temple de la renommée du hockey en 1947. Il meurt en avril 1932 d'une crise cardiaque sur un bateau à vapeur sur le Canal de Panama.